# Нижне-Архызское городище
Нижне-Архызское городище (Архызское городище) — археологический памятник X—XII веков, остатки крупного аланского поселения, расположенные у посёлка Нижний Архыз в Карачаево-Черкесии. По мнению некоторых исследователей этот древний город мог быть столицей Аланского государства — Магасом (Ма’асом), описанным арабским историком Аль-Масуди. Само поселение прекратило своё существование в конце XII века, по-видимому, в результате внутренних процессов приведших к упадку Западной Алании. Посёлок Аланской епархии, являющийся частью городища, продолжал существовать до второй половины XIV века. В конце XIX века, с целью сохранения оставшихся церквей и возобновления христианства среди местного населения на территории городища был создан Александро-Невский Афонский Зеленчукский монастырь (решением Священного Синода от 1889 года, кроме монастыря, была устроена богадельня для 10 пожилых солдат и иконописная школа для детей, в которой учились в основном дети священников Ставропольской епархии), закрытый после 1917 года. В настоящее время является памятником федерального значения.

## История изучения и сохранения

### Российская империя

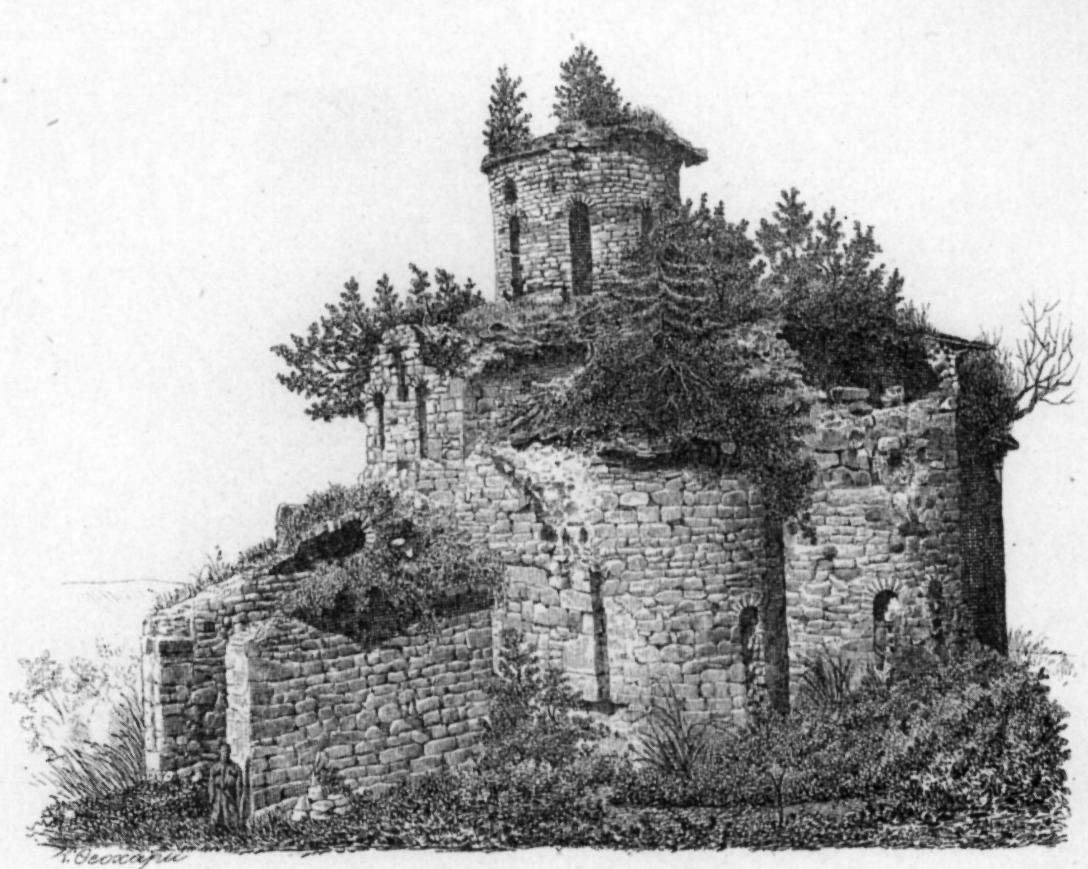
Северный храм. 1891 год.

Первым, кто обратил внимание на древние руины Нижнего Архыза был генерал-майор А. Я. Потёмкин, побывавший в 1802 году в Закубанье, и, в частности, на Большом Зеленчуке. В том числе им был произведён осмотр храмов, сделаны их зарисовки, составлен общий план местности на которой расположено Нижне-Архызское городище. Материалы его исследований попали в руки П. Г. Буткова, который передал их П. И. Кеппену, в итоге издавшему их в своём журнале «Библиографические листы».

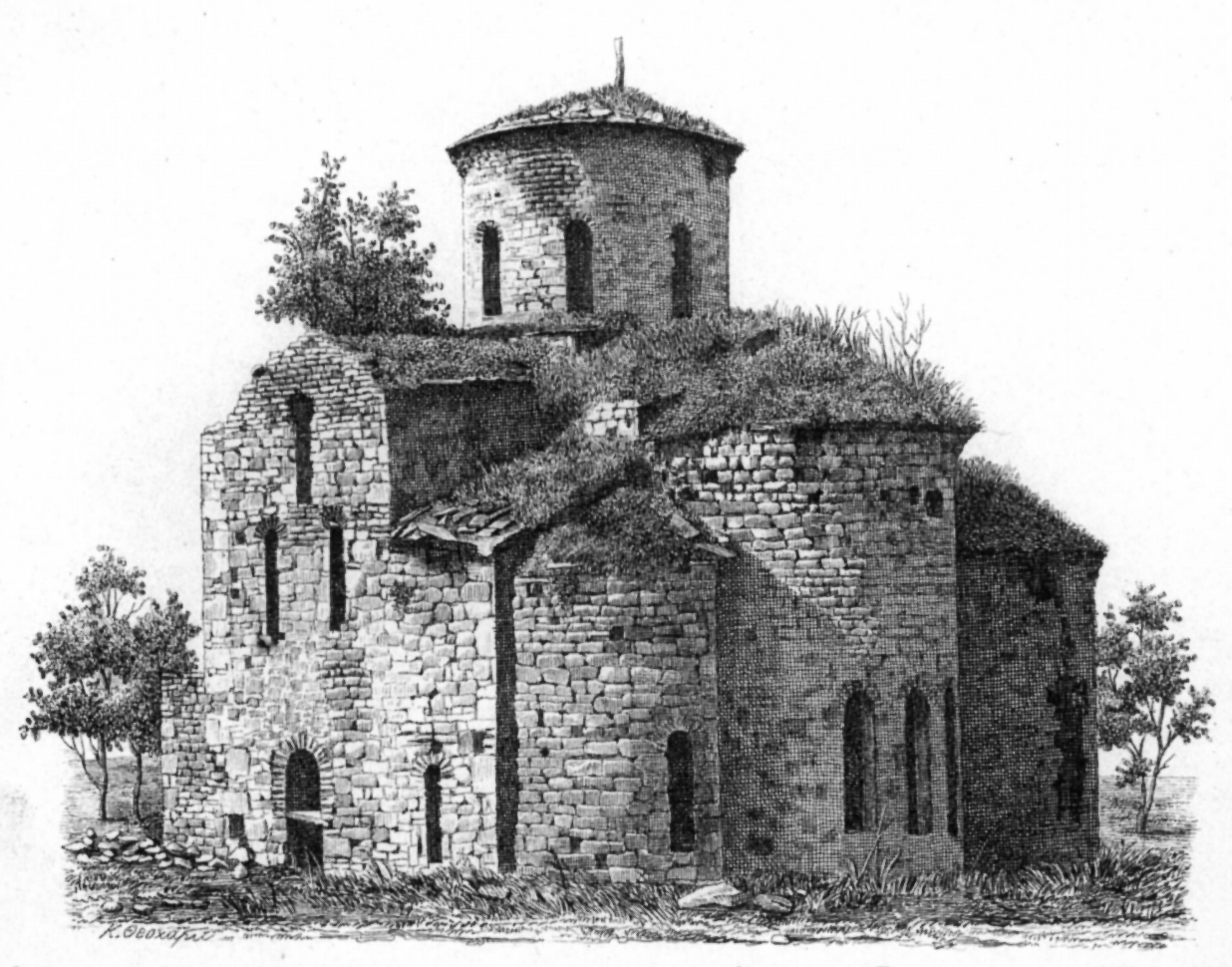
Средний храм. 1891 год.

Во время русско-турецкой войны (1828—1829) начальник Кавказской линии генерал Г. А. Эммануэль поручил итальянскому архитектору на русской службе И. К. Бернардацци исследовать древние Верхнекубанские церкви. Осмотрев Зеленчукские, Шоанинский и Сентинский и некоторые другие храмы, сделав их планы и зарисовки, Бернардацци составил отчётное письмо, на основании которого Эммануэль ходатайствовал Николаю I о их реставрации. Сменивший Эммануэля на посту начальника Кавказской области генерал А. А. Вельяминов в своём письме императору ответил, что при тогдашнем тревожном положении вести работы в тех краях было бы опасно. Тем не менее, поездка Бернардацци и его исследования привлекли к древним церквям Карачая (в том числе и Зеленчукским) пристальное внимание общественности, их стали изучать профессиональные археологи, а также исследователи-любители.

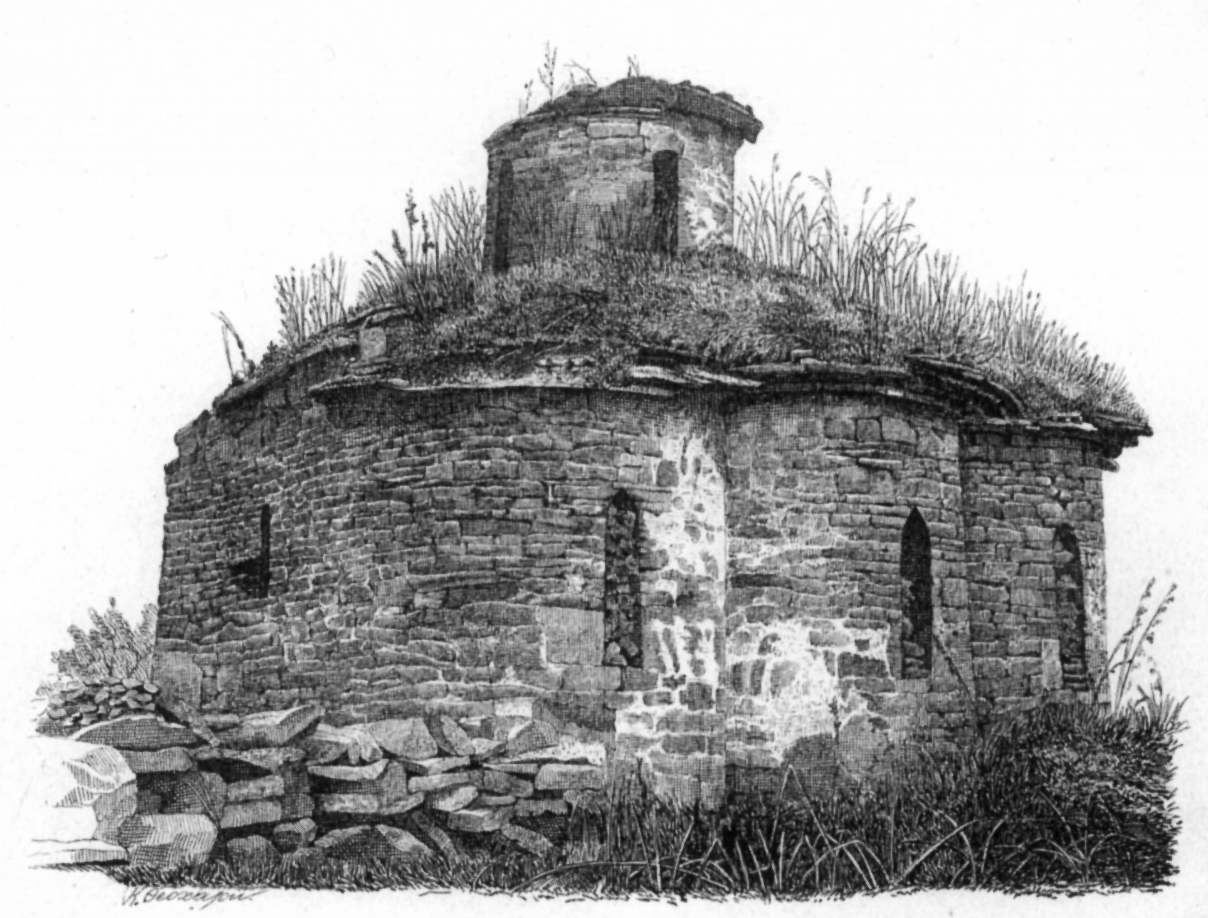
Южный храм. 1891 год.

В 1867 году братья Нарышкины, совершавшие путешествие по Кавказу «с археологической целью», произвели небольшие раскопки в Северном Зеленчукском храме. В своём отчёте, опубликованном в «Известиях Императорского Русского археологического общества», они приводят рисунки и план храма, а также рисунки найденных в нём вещей. Эта работа не утратила своего интереса для археологов и в настоящее время.
В конце XIX века исследованием Нижне-Архызского городища занималось Московское археологическое общество. По его поручению в 1888 году эти места посетил известный художник-реставратор и археолог Д. М. Струков, обнаруживший в Зеленчукском ущелье знаменитую плиту с надписью греческими буквами на аланском языке. В том числе им были сделаны акварельные зарисовки не сохранившихся до наших дней фресок со стен Зеленчукских храмов. В самом конце XIX века на территории городища производил раскопки известный археолог и историк Прикубанья, в частности Карачая, один из основателей общества любителей изучения Кубанской области В. М. Сысоев. Составленные им планы и сделанные фотографии Зеленчукских храмов опубликованы в ряде его статей и монографий на эту тему.

### Советское время
В 1940 году экспедиция под руководством К. М. Петрелевича (участники: X. О. Лайпанов и Л. А. Сердобольская) при раскопках у Северного Зеленчукского храма обнаружила клад драгоценных предметов в котором, помимо золотых украшений, находилась альмандиновая печать IX века с арабской надписью армянского царя Ашота. Сокровища Зеленчукского клада в настоящее время хранятся в Государственном Историческом музее.
Много и плодотворно на территории городища работал известный археолог-кавказовед В. А. Кузнецов. Первые археологические исследования здесь он провёл ещё будучи студентом Пятигорского педагогического института, принимая участие в экспедиции под руководством П. Г. Акритаса, в результате которой были обнаружены и исследованы городища, могильники, пещерные погребения, плиты с изображениями и надписями, статуи, менгиры. В 1959 году, при проведении В. И. Бородиным реставрации Северного Зеленчукского храма, возле него были обнаружены древние погребения. Охранные раскопки с целью их сохранения были начаты Зеленчукским отрядом Северокавказской экспедиции Института археологии Академии Наук под руководством В. А. Кузнецова и проводились в 1961—1972 и 1978 годах. В результате археологических исследований были вскрыты участки городища: жилые, хозяйственные и производственные помещения, выявлены остатки христианских церквей и часовен, при которых имелись захоронения с вещами X—XII веков. Материалы этих работ были обобщены Кузнецовым в его монографии «Алания в X—XIII веках».
Постановлением Совмина РСФСР № 35 от 28 января 1988 года Нижне-Архызский историко-архитектурный и археологический комплекс включён в состав Карачаево-Черкесского историко-культурного и природного музея-заповедника, а указом президента России № 176 от 20 февраля 1995 года объявлен памятником федерального значения.
В 2018 году комплекс был переведён в состав Аланского христианского центра на Северном Кавказе, который был образован в 2017 году и из контроля за деятельностью которого исключено Министерство культуры России. Конгресс карачаевского народа раскритиковал это решение, утверждая, что передача незаконна, а у центра нет ни опыта, ни квалификаций в области сохранения и использования подобных памятников.

## Планировка и состав объектов

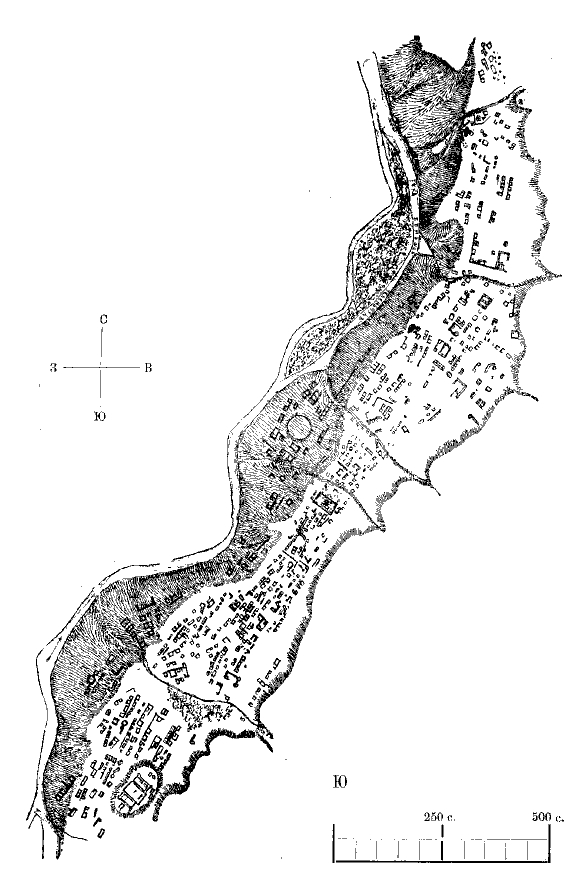
План Нижнего Архыза. 1897 год.

Городище расположено в горной долине длинной более трёх километров, вытянутой с юго-запада на северо-восток по правому берегу реки Большой Зеленчук. С северо-запада она закрыта хребтом Мыцешта, с юго-востока ограничена хребтом Ужум. Средняя ширина долины — 250—300 метров, высота над уровнем моря — 1150 метров. Рельеф долины определяют глубокие балки, прорезающие обрамляющие её хребты, с протекающими по ним ручьями, впадающими в Большой Зеленчук: на хребте Ужум — балки Бандитская, Церковная, Хасана и Подорваная, на хребте Мыцешта — балка Размытая. Такое расположение древнего города было стратегически чрезвычайно выгодно: с одной стороны, будучи защищён лесистыми хребтами и труднопроходимой рекой, он надёжно укрыт среди гор, с другой стороны он имеет удобный выход через долину Большого Зеленчука к равнинам Предкавказья. Дополнительно, торная тропа, идущая от него к югу через урочище «Старое жилище», по реке Речепста и по верховьям Большой Лабы вела к перевалам Санчаро и Цагеркер с выходом к Сухуми.
По мнению археолога В. А. Кузнецова, всю территорию Нижне-Архызского городища площадью более 60 гектар, можно условно разделить на шесть структурно-топографических частей:
1. Первый земледельческий участок. Занимает территорию длиной около 600 метров между первой и второй оборонительными стенами города, к югу от балки Бандитской.
2. Посёлок епархии. От края балки Церковной, за второй оборонительной стеной, начинается посёлок Аланской епархии. Главной архитектурной доминантой его является монументальный Северный храм, окружённый остатками пяти «малых» однонефных церквей. Ещё три таких же небольших церкви, принадлежащих посёлку, являются «горними», то есть расположенными «на горах» — отрогах хребта Ужум. Кроме этого, на территории посёлка сохранились остатки крепостных стен, жилых и хозяйственных построек, христианского кладбища.
3. Второй земледельческий участок. Между посёлком епархии и собственно городом находится второй ровный участок, в средние века использовавшийся местными жителями для земледелия. Эта территория, длиной около 750 метров и площадью около 15 га, с юга ограничена балкой Хасана.
4. Город. Территория собственно древнего города начинается от балки Хасана и расположенного на её краю Среднего храма. Его постройки расположены вдоль трёх хорошо прослеживаемых узких улиц, шириной около 3 метров и не имеющих признаков благоустройства: вымосток, водостоков и тому подобного, которым археологи дали условные имена. Улица «Центральная» — довольно прямая, начинающаяся от балки Подорваной и проходящая через всё поселение спускается к реке и расположенному на её берегу Каменному кольцу. Улица «Подгорная» недалеко от балки Подорваной ответвляется от «Центральной» и через 220 метров, образуя петлю, направляется далее на северо-восток вдоль подошвы хребта Ужум. Улица «Набережная» тянется вдоль обрыва к реке на протяжении свыше 500 метров в итоге сливаясь улицей «Центральной». Внутри городища находится хорошо сохранившийся Южный храм, руины трёх «малых» одноапсидных церквей, жилых и производственных построек, остатки христианских кладбищ.
5. Могильник на склонах хребта Ужум по правому берегу реки. По южной и юго-западной стороне балки Подорваной находятся многочисленные языческие могильники в виде пещерных погребений в отвесных выходах песчаника, преимущественно в труднодоступных местах.
6. Могильник на склонах хребта Мыцешта по левому берегу реки. На восточных склонах хребта расположены многочисленные древние могильники, являющиеся языческим некрополем города. По мнению исследователей, вся территория на левом берегу Большого Зеленчука в древности была отведена под захоронения, так как для строительства и земледелия она была непригодна[2].

Поблизости от комплекса также обнаружены производственные очаги алан: каменоломни, остатки плавильных печей, гончарного производства, рудники, загоны для скота, древнеаланская дорога, на склонах гор сохранились сторожевые башни.

## Монументальные храмы
Наиболее известными постройками на территории городища являются три монументальных крестово-купольных храма Абхазо-Византийской архитектуры X века.

### Северный Зеленчукский храм

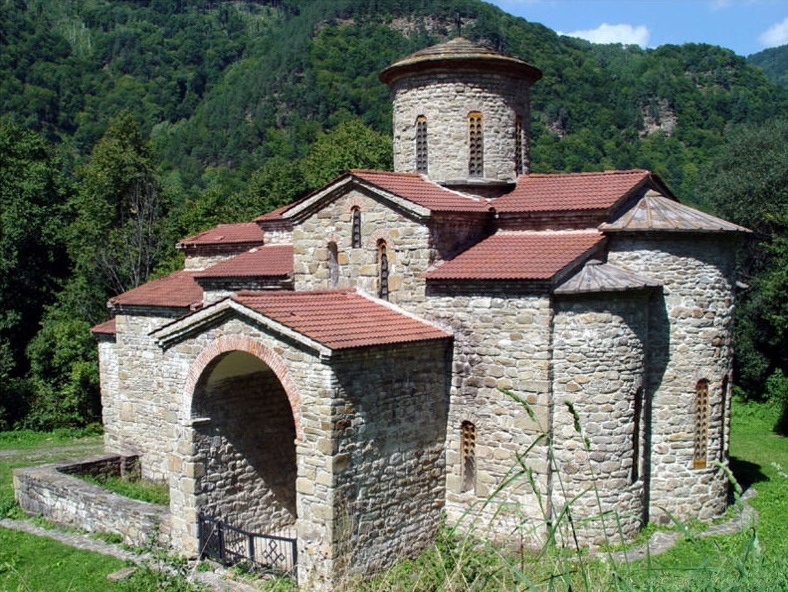
Современный вид.

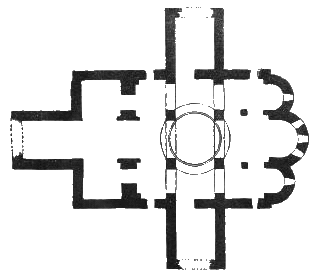
План храма. 1897 год.

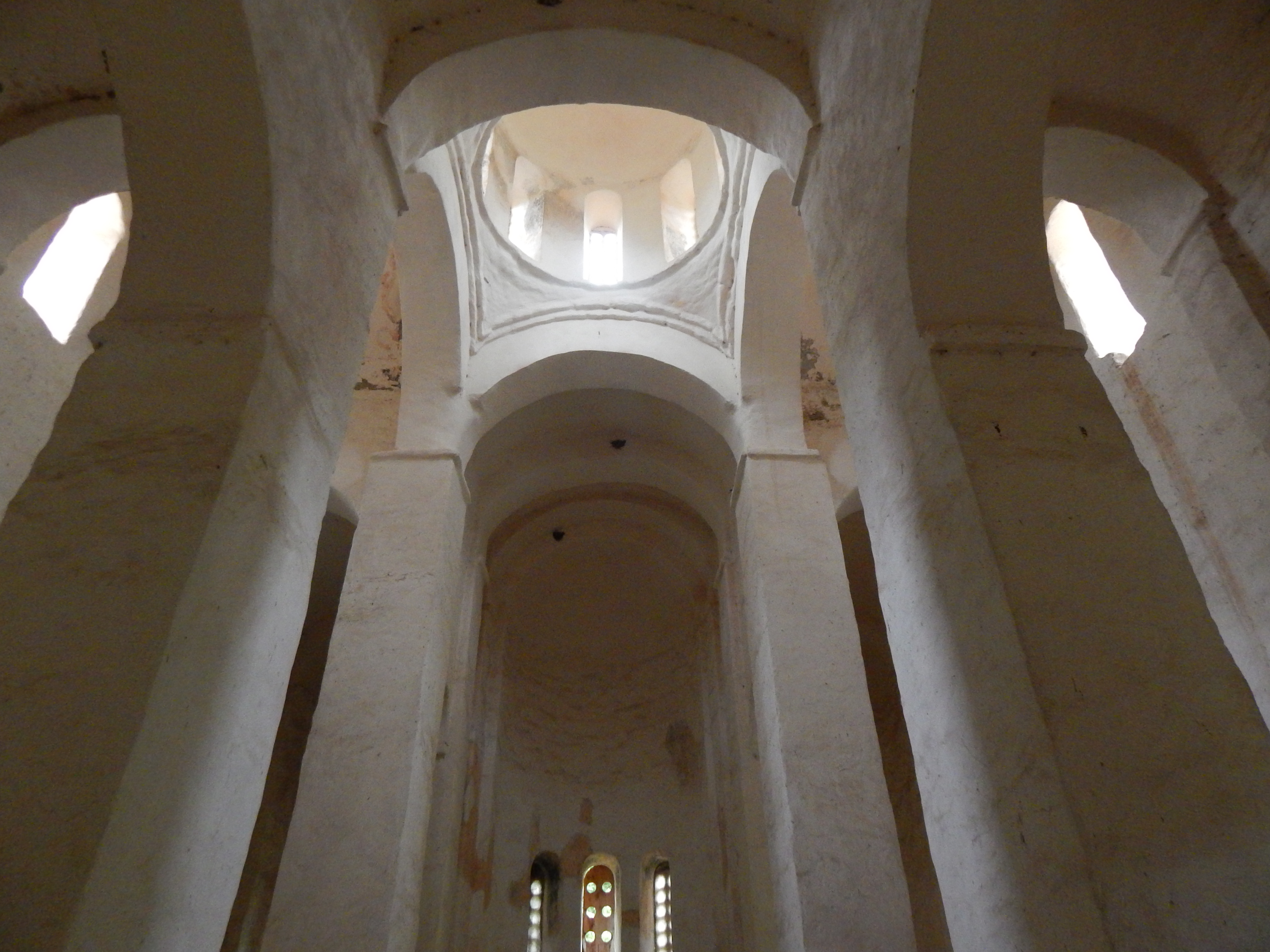
Подкупольные своды.

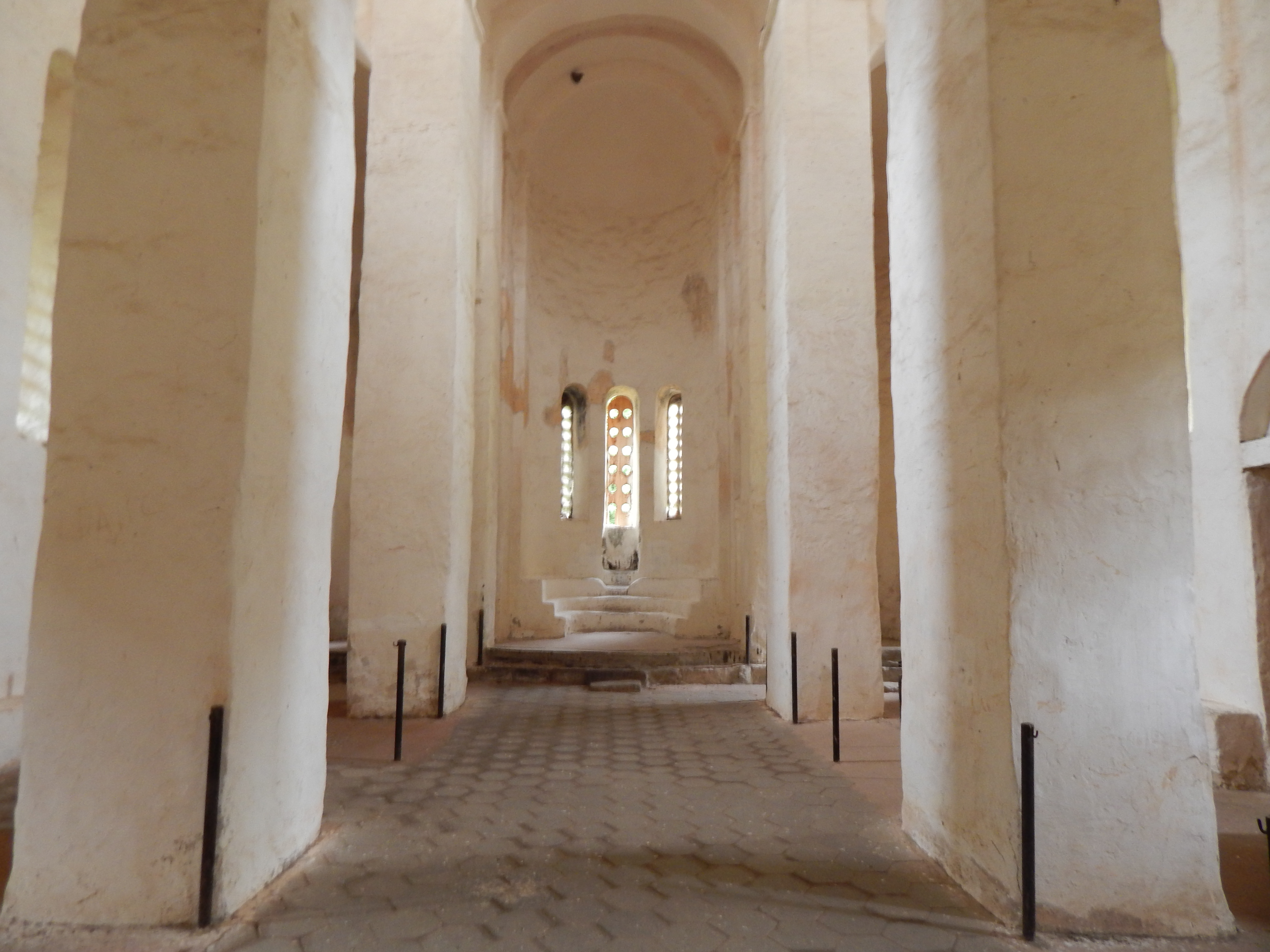
Центральный неф.

Северный храм расположен в 800 метрах от городища и окружён руинами различных построек, в том числе небольших одноапсидных церквей, сопровождаемых христианскими могильниками. Такое
расположение дало возможность В. А. Кузнецову отождествить это небольшое поселение как примыкающий к основному городу посёлок Аланской епархии X—XIV веков, а сам Северный храм как его кафедральный собор. По его мнению, этот храм, ни разу не перестраивавшийся и не реставрировавшийся до проведения реставрационных работ В. И. Бородина в 1959 году, может служить прекрасным образцом средневековой аланской архитектуры.
Храм представляет собой трёхапсидную крестово-купольную постройку, сложенную из обтёсанных блоков и плит на известковом растворе. Купол здания поддерживался двумя парами четырёхугольных столбов, делящих пространство храма на три продольных нефа. Средний неф шире боковых, соответственно центральная апсида шире и заметно выдвинута вперёд по сравнению с боковыми. С трёх сторон (кроме восточной), к храму примыкают притворы, перекрытые каменными сводами. Вместе с притворами здание имеет размеры 25,5 х 19,5 метров. Отдельно исследователями отмечается, что без притворов размеры храма строго пропорциональны — 21 х 10,5 метров, то есть ширина его равна половине длины, что соответствует требованиям римской и греческой архитектуры. Дополнительно пропорциональность постройки поддерживается тем, что ширина подкупольного квадрата равна ширине западной и восточной сторон креста, ширина нартекса — длине и ширине притворов, а толщина стен — толщине пилонов.
Покрытие храма было почти полностью утрачено, но судя по сохранившимся в апсидах, северном и южном нефах, притворах остаткам, оно представляло собой каменные цилиндрические своды, покрытые снаружи одно- и двускатными крышами, сделанными из тонких каменных плит, уложенных внахлёст и слегка выступающих за край стен. На сохранившемся участке крыши над северной частью креста исследователи обнаружили берестяную прокладку, отделяющую плиты кровля от толщи стены и служащую для гидроизоляции сооружения. Данный строительный приём не обнаружен на других архитектурных памятниках Кавказа и Крыма.
При раскопках под полом южного нефа обнаружен сложенный из тщательно отёсанных плит каменный ящик для погребения в верхней плите которого была пробита большая дыра. По мнению исследователей, это остатки ограбленного захоронения какого-то значительного лица. В северо-западном углу нартекса находится крещальня, в виде сложенного из каменных плит ящика размером 90 х 72 сантиметра, расположенного на площадке на высоте 1,15 метра над полом. К купели ведут четыре массивных каменных ступени. В центре дна купели, для герметичности обмазанной раствором, отверстие диаметром 5 сантиметров для слива воды. По-видимому, от площадки с купелью начиналась деревянная лестница на не сохранившиеся хоры, которые поддерживались двумя кирпичными арками, опиравшиеся на две пары пилястр, остатки которых открыты при раскопках.
Исследовавший Нижне-Архызское городище в 1888 году Д. М. Струков, составил альбом с акварельными зарисовками Зеленчукских храмов, значимое место в котором занимают схематические рисунки фресок Северного храма, ещё сохранявшихся к тому времени. По данным столичного художника-реставратора на северной и северо-восточной стене храма в конце XIX века ещё просматривались изображения святителей в остроконечных клобуках и широких ниспадающих одеждах. Одна из фигур была изображена в позе оранты, рядом расположена фигура благословляющего святого с евангелием в руках (по-видимому, кто-то из евангелистов — Матфей или Лука). Остальные фигуры не поддаются отождествлению. До наших дней фрески не сохранились за исключением орнаментов на откосах алтарных окон.
Северный Зеленчукский храм на акварелях Д. М. Струкова 1888 года:

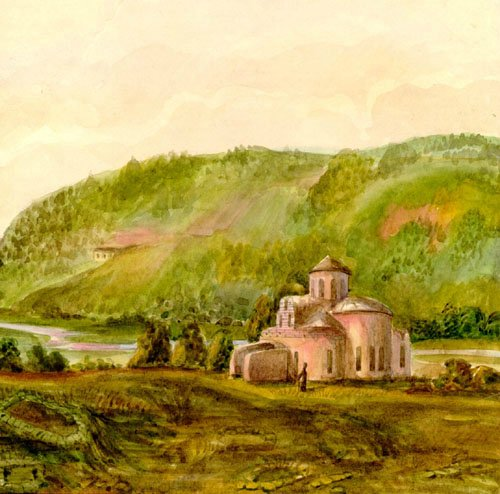
Общий вид.
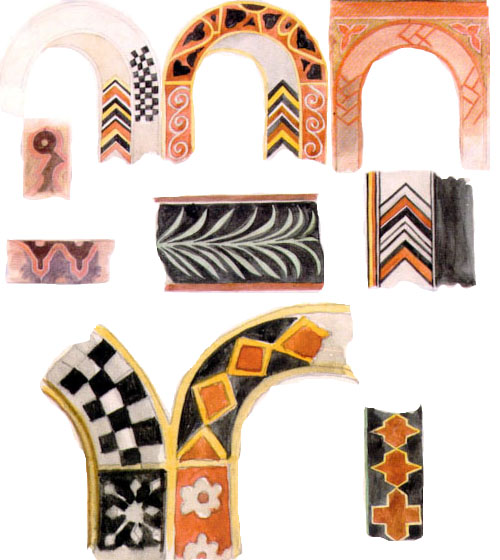
Элементы декора.
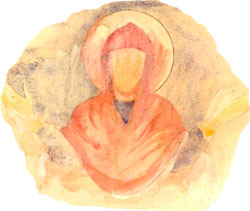
Изображение Пресвятой Богородицы - Оранты.
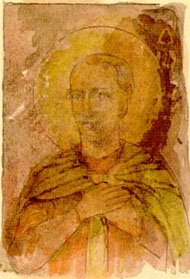
Молодой лик святого в плаще, накинутом поверх нижней одежды. (Мученик Лавр?).
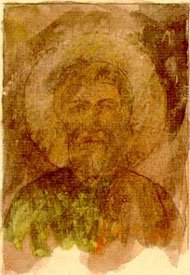
Лик святого с небольшой бородой и тёмными волосами. (Апостол Иаков?).
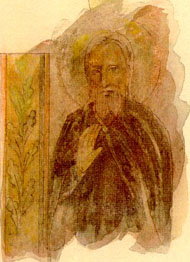
Преподобный с седыми волосами в монашеской рясе. (Святой Савва?).

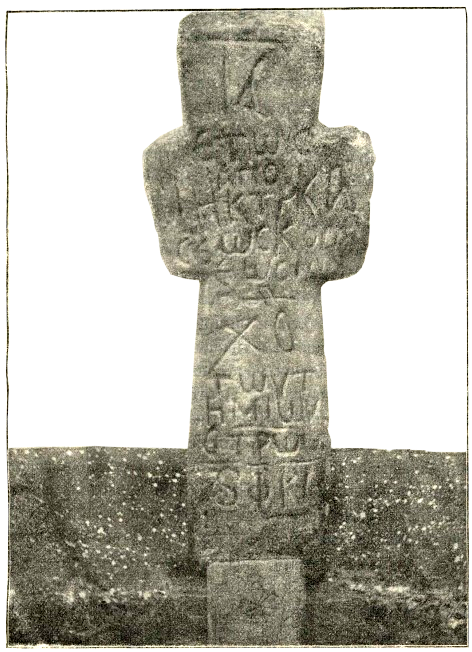
Крест с надписью. (Фотография 1897 года.)

Датировка строительства Северного храма X веком установлена на основании историко-архитектурных параллелей с храмами Абхазии: Лыхненским, Пицундским, Мокви и крепостным храмом на реке Бзыби, также датируемых X веком. По мнению исследователей, постройка этих храмов не только имеет ряд схожих деталей, но также показывает общность в ряде модульных размеров, что позволяет говорить об их синхронности и принадлежности к одной архитектурной школе. Датировка храма X веком подтверждается и рядом археологических раскопок. Ещё в 1802 году майор Потёмкин описал каменный крест, расположенный на кладбище рядом с храмом, содержащий надпись: «Лета от сотворения мира доныне, честного креста, 6521» (1013 год от Рождества Христова). Поскольку кладбище у храма возникло после его постройки, будет естественным датировать сам храм X веком. Во время раскопок 1960 года В. А. Кузнецовым в нартексе церкви был найден массивный бронзовый крест с греческой надписью: «Обновлён честной крест боголюбивейшим монахом Фомой пресвитером. года от Адама 6575-го, индикта 5-го.», что соответствует 1067 году от Рождества Христова, но по мнению исследователей крест, до своего «обновления» уже долгое время был в употреблении. Третьей датирующей находкой является найденный в кладе у стены храма перстень, на альмандиновой вставке которого вырезано имя Ашота, сына Смбата, армянского царя, правившего в Аникийском царстве в 886—891 годах. По мнению В. А. Кузнецова, кольцо правителя IX века могло попасть на берега Большого Зеленчука не ранее X века, ко времени строительства Северного храма. Косвенно датировку храма подтверждают и сохранившиеся письменные источники: в одном своём письме константинопольский патриарх Николай Мистик похвалил владетеля Абхазии Георгия II, правившего с 920 по 955 годы, за «ревность» в христианизации алан. Сходство Северного Зеленчукского храма с абхазскими аналогами натолкнуло В. А. Кузнецова на предположение о том, что «ревность» Георгия II выражалась в том, он направил в Аланию мастеров, построивших там ряд монументальных храмов.
Спорным остаётся вопрос о чине освящения храма. Майор Потёмкин, осматривавший Северный собор в 1802 году оставил сообщение, что видел на его стене первого храма надпись с именем Святого Николая, на основании чего позднейшие исследователи считали храм посвящённым этому святому и называли «Никольским». Однако, по мнению Е. П. Алексеевой, под «первым храмом» Потёмкин подразумевал Южную Зеленчукскую церковь. Тем не менее современные исследования, проведённые научными сотрудниками Карачаево-Черкесского музея-заповедника, связанные с определением точного азимута главной оси церкви и его привязки к датам юлианского календаря, позволяют утверждать, что храм всё же был посвящён святителю Николаю. Дополнительным косвенным подтверждением этого предположения может служить то, что крещение Алании в 916 году произошло во многом благодаря усилиям константинопольского патриарха Николая Мистика и соборный храм Аланской епархии вполне мог быть освящён в честь его небесного покровителя. В настоящее время в храме проводится богослужение только один раз в году, 6 мая — в день памяти Георгия Победоносца.

### Средний Зеленчукский храм

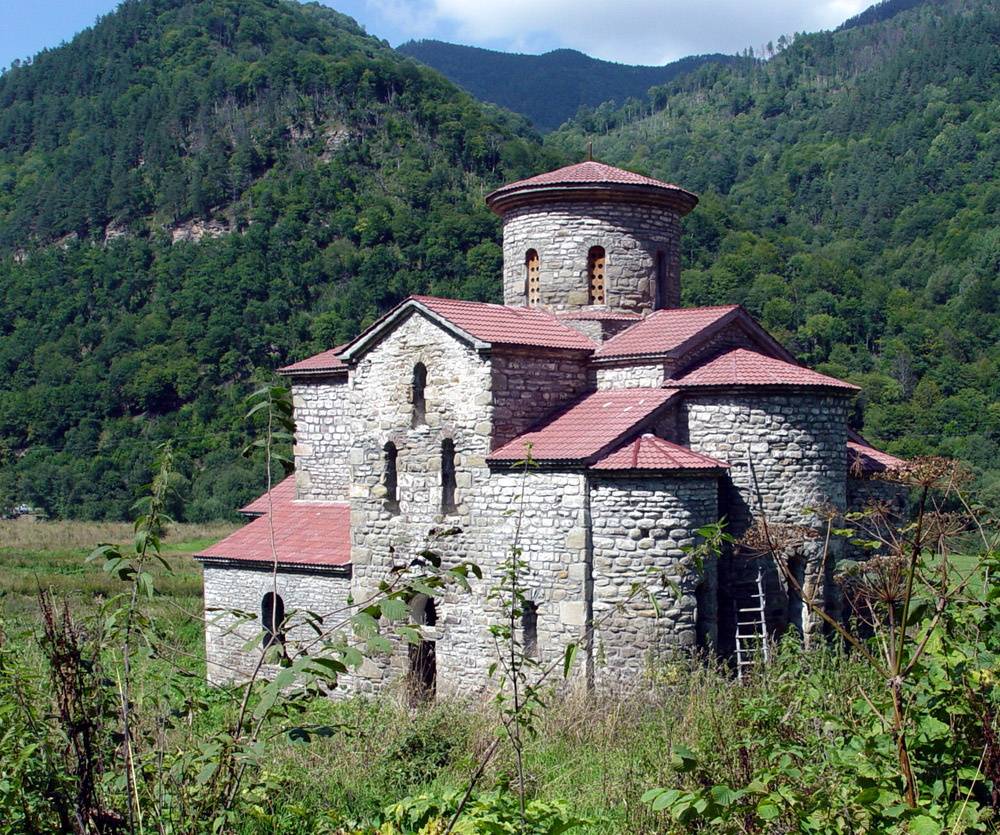
Современный вид.

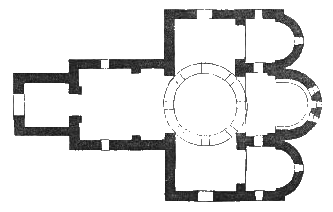
План храма. 1897 год.

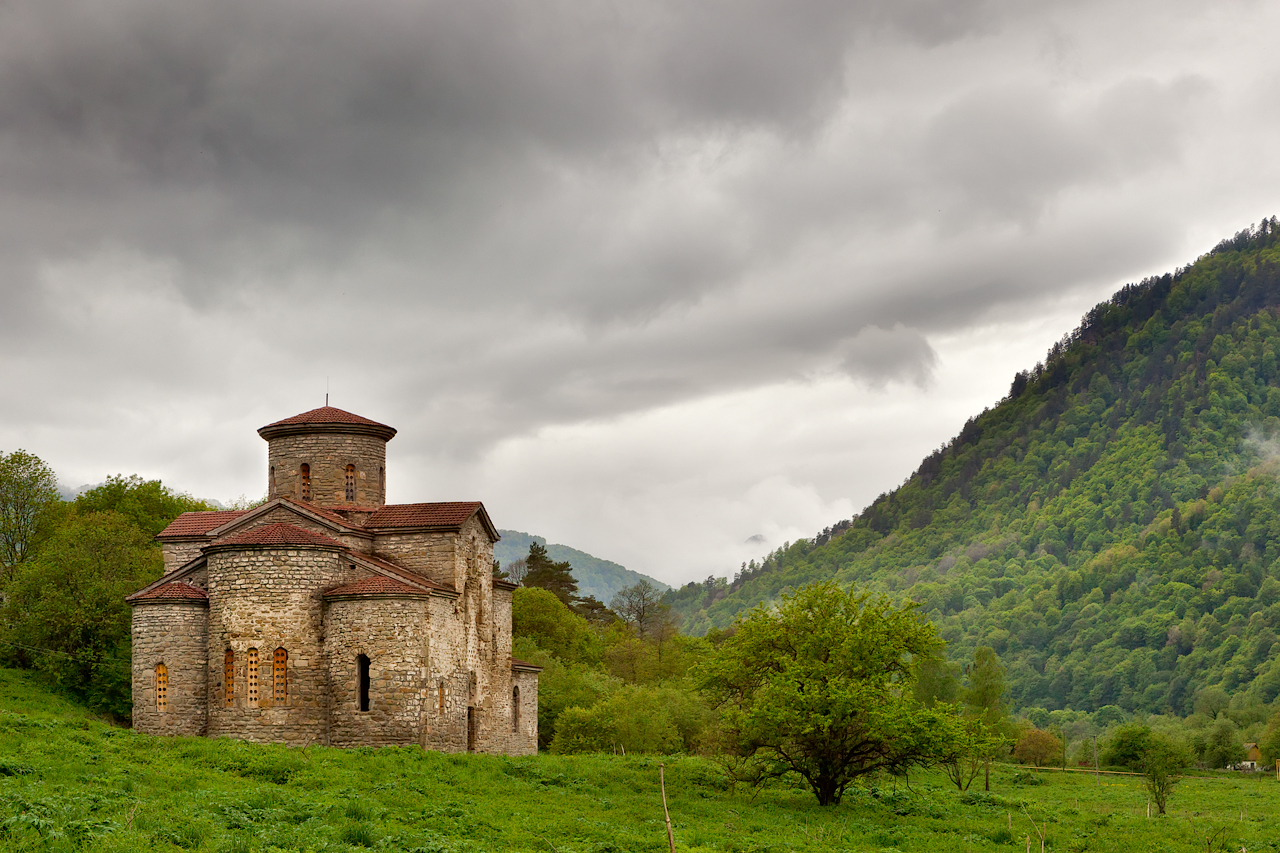
В панораме заповедника.

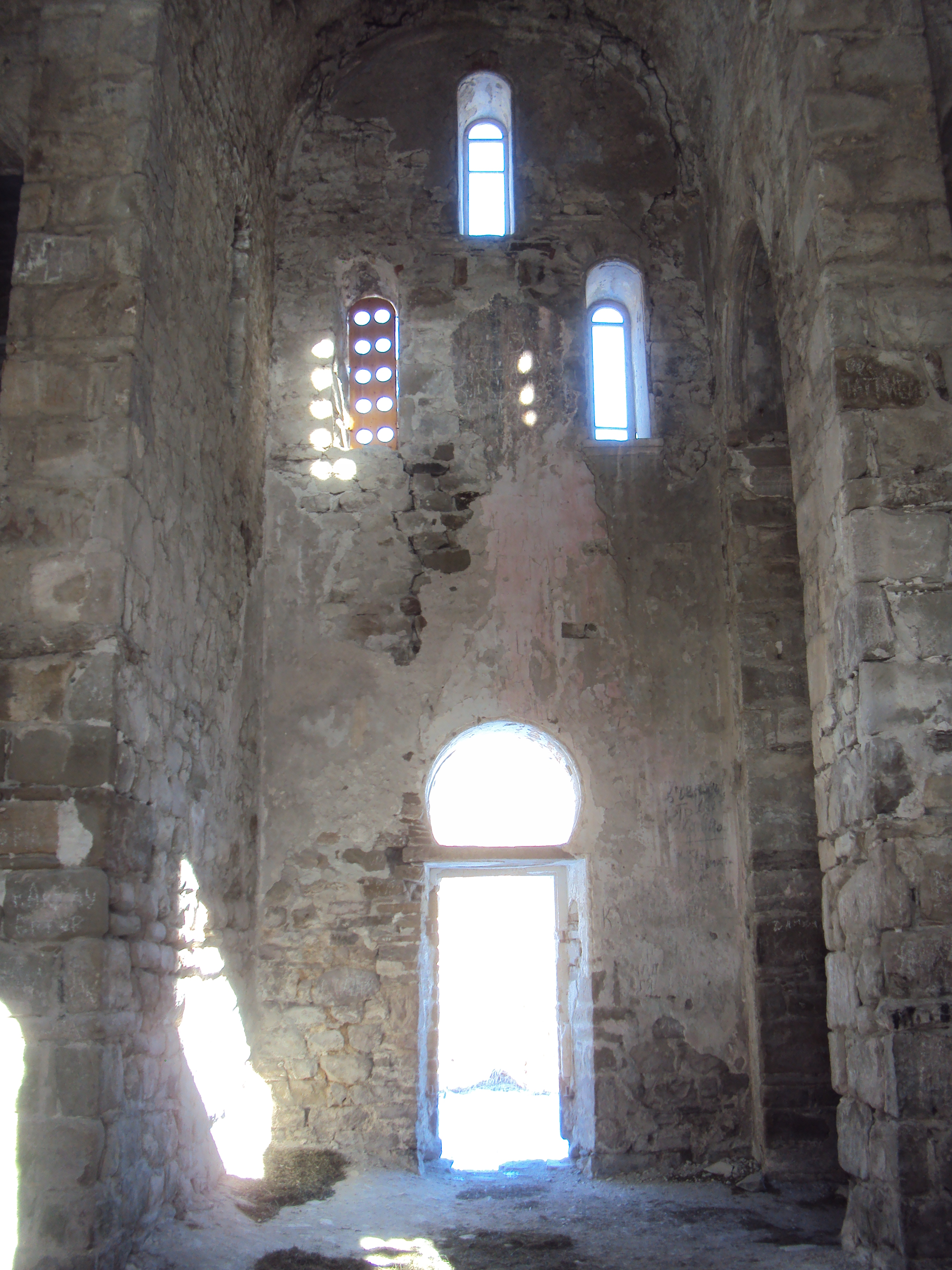
Внутренний объём храма.

Средний храм расположен в 800 метрах южнее Северного на окраине Нижне-Архызского городища. В отличие от своего северного собрата он был «реставрирован» и частично перестроен в конце XIX века монахами Зеленчукского монастыря, приспособившими его для больших служб. В начале XX века об этом свидетельствовала каменная плита с надписью, первоначально вмонтированная в западную стену храма и отысканная В. А. Кузнецовым в 1970-годах. Монахи соорудили боковые пристройки, заново переложили кровлю здания состоящую из тонких каменных плит, сделали жестяное покрытие купола, в западном крыле храма устроили деревянные хоры, не существующие ныне, и заново отштукатурили внутренний объём храма скрыв или исказив многие архитектурные детали и фрески.
Средний храм представляет собой бесстолпную крестово-купольную трёхапсидную постройку, сложенную из тёсанных песчаниковых блоков на известковом растворе. Роль восточных столбов выполняют алтарные простенки апсид, а западными устоями служат сами стены здания — несущие арки опираются на вмонтированные в них полочки-импосты. Западный рукав креста сильно вытянут за счёт увеличенного нартекса и единственного храмового притвора. Апсидальная часть аналогична таковой у Северного храма: она состоит из трёх полуциркульных апсид, центральная из которых шире боковых и заметно выдвинута к востоку. Конфигурация и способ кладки купола соответствуют таковым у Северного храма.
Размеры храма 21,5 х 13.25 метров, высота от пола до пяты купола — 15 метров, что почти соответствует размерам Северного храма без притворов. Исследования К. Н. Афанасьева выявили строгую соразмерность его пропорций: высота до пяты купола равна длине храма без апсид, высота купола равна длине диагонали половины квадрата, со стороной равной его диаметру, высота окон барабана равна радиусу купола, основание барабана покоится на высоте, приравненной к длине храма без апсиды и «алтарного нефа», пяты подпружных арок находятся на высоте, приравненной расстоянию от центра храма до его восточной стороны и другие.
В верхней части северной стены на высоте 4,5 метров есть проём, размеры которого больше размеров окон и соответствуют размерам входных проёмов храма. В. А. Кузнецов высказал предположение, что это может быть вход на не сохранившиеся деревянные хоры храма, деревянная лестница к которому располагалась со внешней стороны постройки, но затруднился определить древний ли он или сделан монахами в конце XIX века. Кладка стен из каменных блоков, «тычком и ложком», очень характерна, и соответствует средневековым византийским стандартам. Кирпич применялся только для создания подпружных арок, арок конхов и, частично, арочных завершений оконных и дверных проёмов. Люнеты над входами выполнены из тёсаного камня. Некоторые элементы архитектуры храма натолкнули В. А. Кузнецова на предположение, что изначально он был задуман как безапсидный, в виде «чистого» креста, но уже в процессе постройки первоначальный замысел был изменён, и храм был построен с тремя апсидами.
Некоторые сведения об утраченных фресках храма можно получить из материалов Д. М. Струкова, а также из небольшой брошюры изданной монахами Зеленчукского монастыря в 1897 году. Согласно данным монахов на северной и южной стенах были изображения двух скачущих лошадей в красных чепраках, от фигур всадников которых, отождествляемых с Георгием Победоносцем и Дмитрием Солунским, сохранились только ноги. На южной стене были изображены фигуры двух молодых воинов одетых в богато орнаментированные одежды и держащих в руках, опять же орнаментированные, щиты. В северной части средней апсиды находилось изображение женщины с нимбом, отождествляемое со Святой Варварой, а в северной части этой же апсиды — мужское изображение в тёмной мантии и монашеском клобуке без нимба. В собрании зарисовок Струкова приводится ещё несколько изображённых на стенах Среднего храма святых с нимбами и поднятыми для благословения руками.
Фрески Среднего храма на акварелях Д. М. Струкова 1888 года:

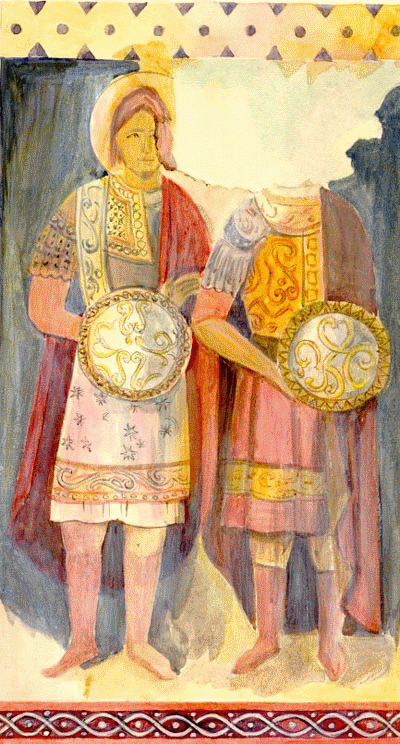
Изображения «Святых воинов».
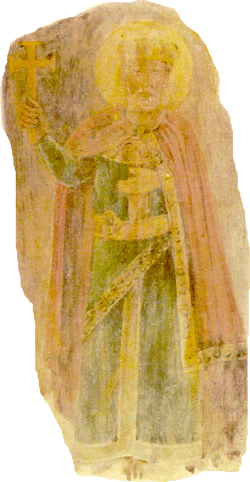
Святой (Константин Великий?).
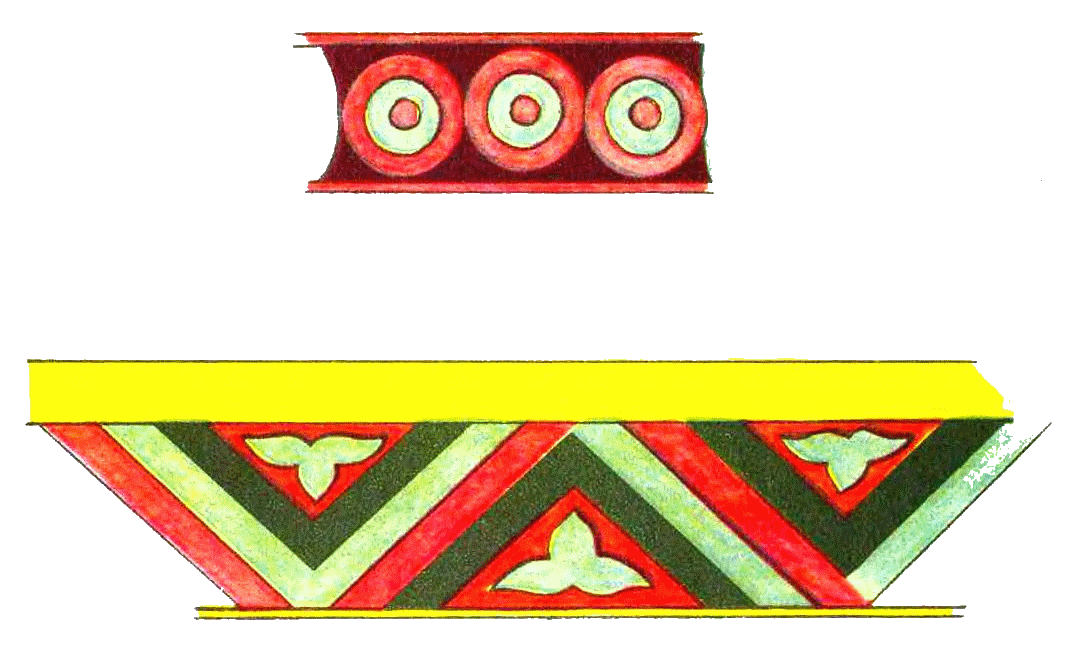
Декор.
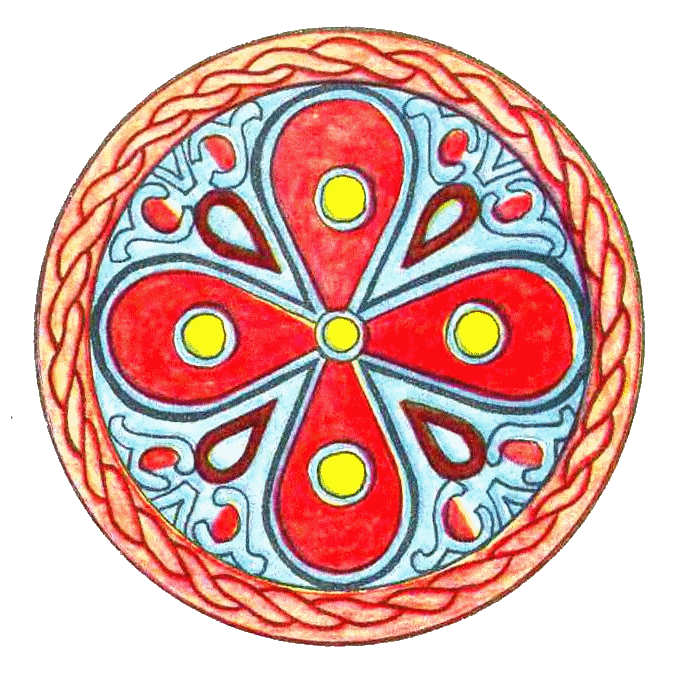
Декор на своде северной балки под главой.

Фотографии и зарисовки фресок, сделанные монахами Зеленчукского монастыря:

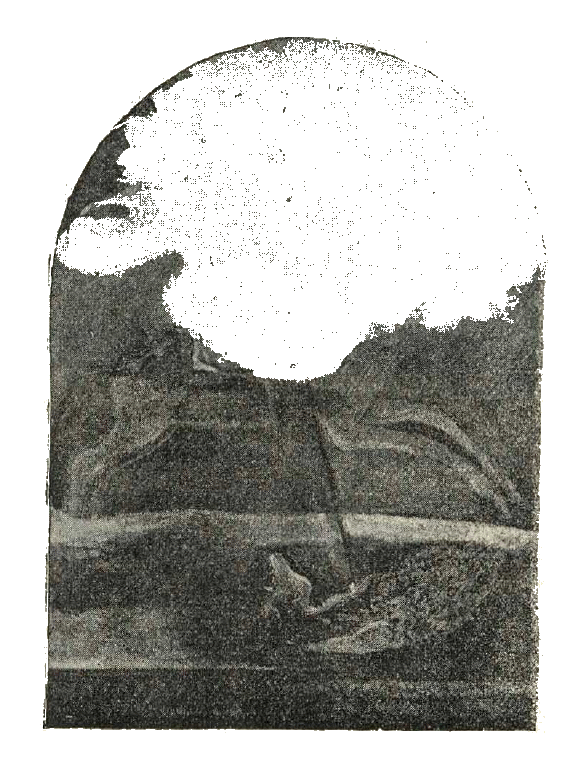
«Всадник».
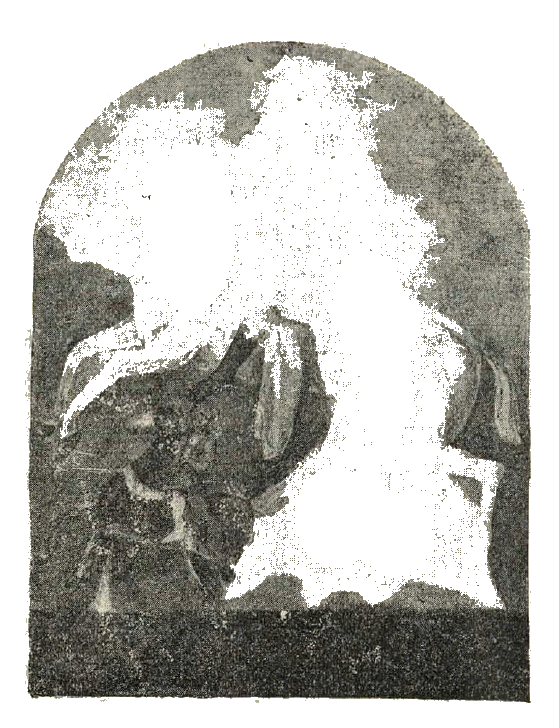
«Всадник».
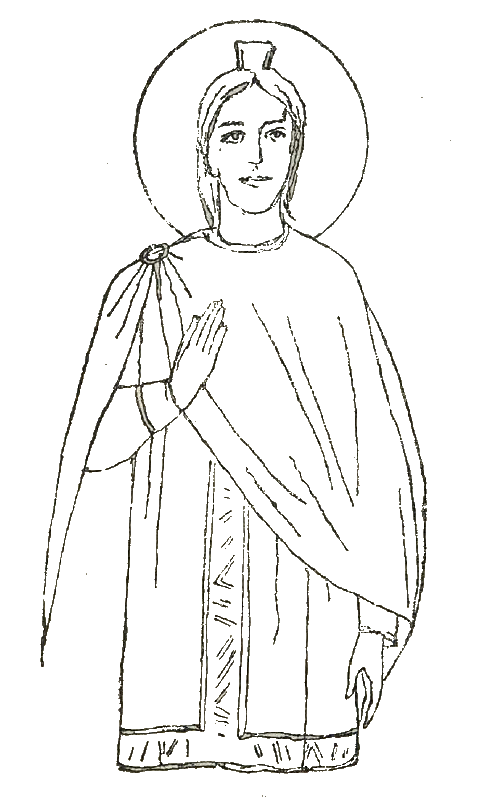
Святая (Святая Варвара?).
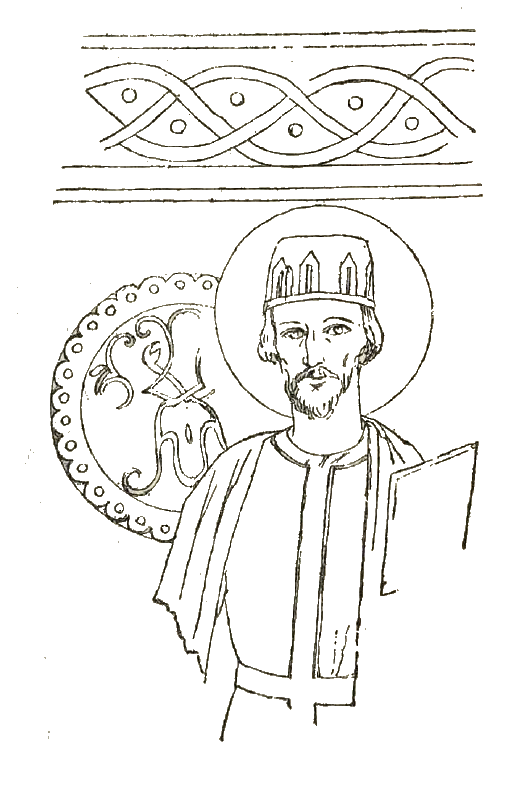
Фреска.
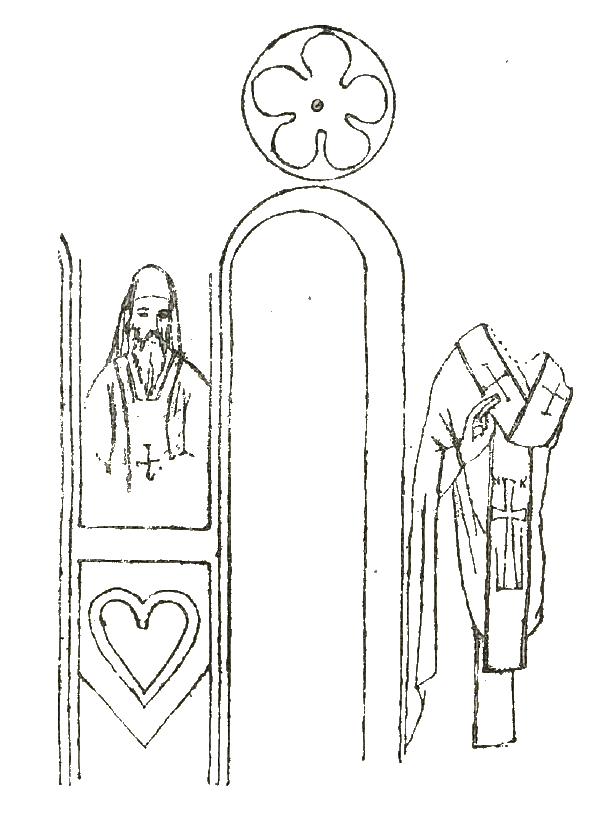
Фреска.

Сравнивая архитектурные особенности Северного и Среднего храмов В. А. Кузнецов приходит к выводу, что они возведены почти одновременно, в первой половине X века, но затрудняется ответить какой из них был построен первым. Определённую трудность у него вызвал вопрос о месте Среднего храма в религиозной жизни города. Согласно его основной версии, подтверждаемой наличием у храма таких деталей как синтрон, крещальня, хоры, он мог быть собором, обслуживающим христианское население города. С другой стороны, согласно зафиксированных Нарышкиными преданий, раньше на этом месте располагался древний монастырь. Это предположение подтверждается тем, что рядом с храмом сохранились фундаменты двух подковообразных зданий, разделённых на равные помещения, подобные келиям.
По данным исследований азимута главной оси церкви и его привязки к датам юлианского календаря можно заключить, что храм был заложен в праздник Преображения Господня. Однако, поскольку монахи Зеленчукского монастыря, обновившие храм в конце XIX века, освятили его в честь Святой и Живоначальной Троицы, богослужение здесь проводится на второй день этого праздника — день Святого Духа.

### Южный Зеленчукский храм

Современный вид.

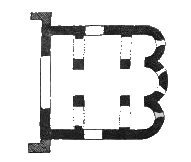
План храма. 1897 год.

Южный Зеленчукский храм находится в центре Нижне-Архызского городища в окружении остатков его жилых кварталов и, по-видимому, обслуживал религиозные нужды городского населения или какой-то его части, возможно феодальной знати. Как и два предыдущих храма, эта церковь представляет собой трёхапсидную четырёхстолпную крестово-купольное здание, построенное из тёсанных песчаниковых блоков на известковом растворе. Размеры храма — 8,5 х 7,75 метров.
Особенностью этого храма является то, что его подкупольный квадрат асимметричен и резко вытянут в длину (1,8 х 2,7 метра). Соответственно, его невысокий барабан, прорезанный четырьмя окнами, имеет не цилиндрическую а эллипсовидную форму. По мнению В. А. Кузнецова такое построение здания говорит о допущенных строителями просчётах в соотношении общих размеров постройки и её частных соразмерностей, что может свидетельствовать о некоторой теоретической неподготовленности и неопытности зодчего, пытавшегося сочетать новые для него византийские архитектурные каноны с местными приёмами. В пользу этого говорит и более грубая техника кладки, выполненная в местных традициях. На этом основании считается, что этот храм построен позднее, чем два других зеленчукских храма, и датируется второй половиной X века.
Северный и средний нефы церкви имеют одинаковую ширину, южный — значительно уже. Подпружные арки переброшенные от западной пары столбов опираются на выступающие из стены пилястры, тогда как арки от восточных (алтарных) столбов связаны со стеной через выступающие массивные плиты-импосты. Апсиды храма полуциркульные и небольшого размера. Средняя из них незначительно выступает относительно боковых на 25-30 сантиметров и слегка возвышается над ними. Система перекрытий изначально была аналогична таковой у Северного и Среднего храмов: двускатные и односкатные кровли из тонких песчаниковых блоков с выступающими навесами для стока воды.
В конце XIX века храм сильно пострадал от «реставрации» проведённой монахами Зеленчукского монастыря, значительно перестроившими его «в русском стиле». Первоначальная каменная крыша была заменена на железную, барабан был обшит досками и увенчан железной луковичной главой с крестом. На месте окон в северной и южной стенах здания были устроены входные двери, западный вход был значительно перестроен и превращён в портал, соединённый крытой галереей с трапезной монастыря. Стены были заново отштукатурены и грубо расписаны. О возможно существовавших здесь древних фресках никаких сведений не сохранилось. Церковь была освящена в честь святого благоверного князя Александра Невского и являлась зимним храмом монастыря, отапливаемым с помощью подземных печей, тепло от которых поступало по специальному воздуховоду. Рядом с ней была построена небольшая часовня и звонница.
Современные исследования точного азимута главной оси церкви и его привязки к датам юлианского календаря, позволяют утверждать, что храм был заложен в Ильин день и скорее всего был посвящён этому святому. Учитывая это, при последнем освящении церкви, состоявшемся в 1991 году, было сохранено её древнее имя — «Ильинская». На данный момент Ильинская церковь в Нижнем Архызе является древнейшим действующим христианским храмом России.

## Однонефные церкви

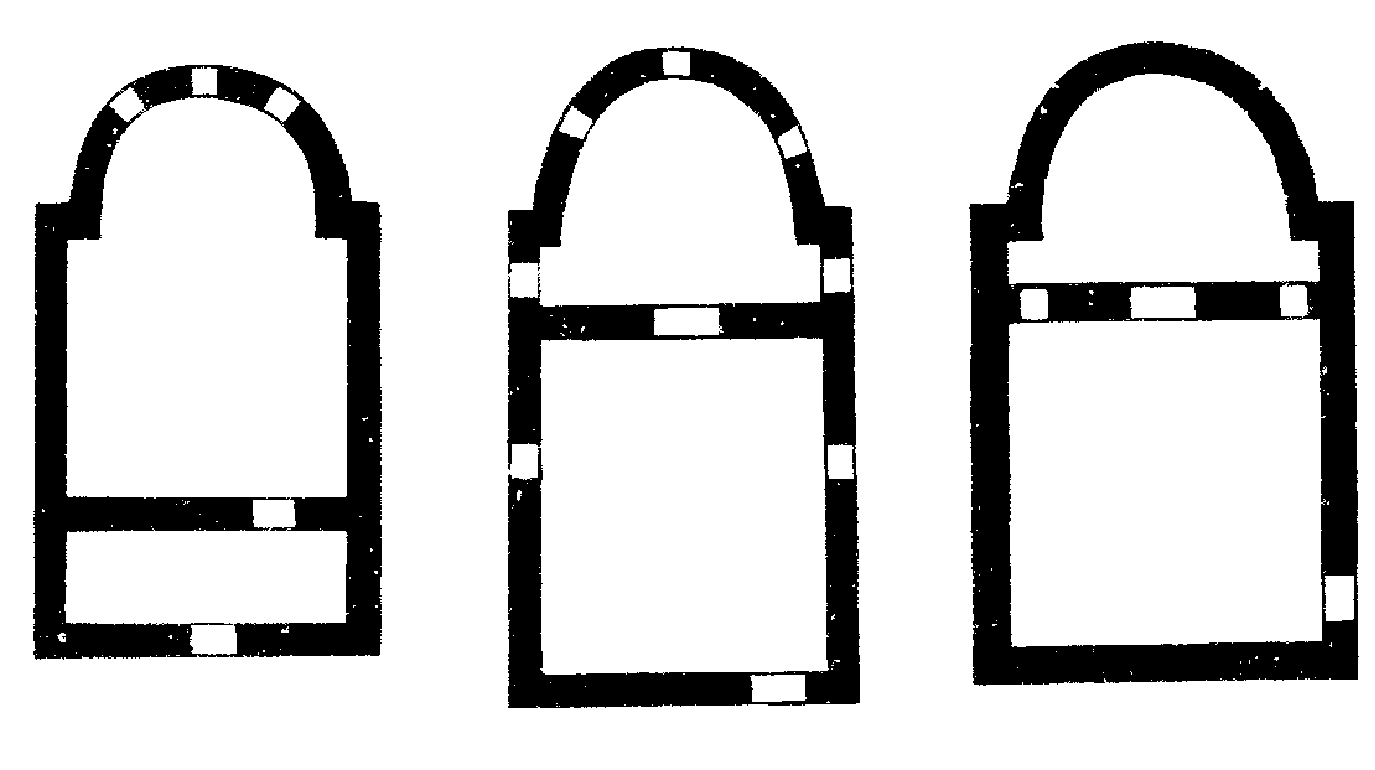
Фундаменты одноапсидных церквей Архыза зарисованные Д. М. Струковым.

Помимо трёх монументальных крестово-купольных храмов на территории Нижне-Архызского городища исследователями найдены остатки нескольких небольших бескупольных одноапсидных и однонефных церквей и часовен-капелл. Наибольшее их количество находится в районе Северного храма, где к настоящему времени обнаружено и раскопано семь таких церквей. Такое их количество, а также то, что три из них расположены на вершинах горных утёсов примыкающих к городищу, позволяет сделать предположение о том, что они являлись частью существовавшего в древности здесь монастыря, поскольку, как известно, крупнейшие византийские монастыри были расположены на горах — Афоне, Олимпе и Синае. На территории самого древнего города обнаружено ещё три таких однонефных церкви, по-видимому являющихся домовыми церквями, входившими в состав богатых усадеб. На сегодняшний день на территории городища известно одиннадцать таких церквей. Д. М. Струков, изучавший эти места в 1888 году, в своих зарисовках оставил планы фундаментов ещё трёх подобных построек, не отождествлённых с уже изученными, что позволяет археологам надеяться на новые открытия в данной области.
В своей архитектуре малые церкви Нижнего Архыза обнаруживают прямые связи с византийским провинциальным зодчеством периода раннего средневековья. Аналогичные формы были обнаружены в построении небольших церквей различного назначения: приходских, домовых, кладбищенских, монастырских, мемориальных в Малой Азии, в Болгарии, в Крыму. Важным признаком византийского влияния является применение стеклянных дисков для остекления окон церквей. В то же время в их архитектуре прослеживается и местная традиция зодчества: техника сухой кладки с применением отесанных с лицевой стороны известняковых плит. По мнению В. А. Кузнецова все эти постройки воздвигались руками местных зодчих, но с учётом опыта византийского строительства. Архитектурные особенности некоторых церквей позволяют говорить об руководстве строительством греко-византийским мастером: украшение апсиды поливными каменными «изразцами» в Церкви № 1, контрфорсы по сторонам апсиды в Церкви № 2, следы цемяночного пола в Церкви № 11 и прочие.

#### Церкви древнего города
Церковь № 1

Церковь № 2. Апсида.

Церковь № 2. Контрфорс.

Руины одноапсидной трёхчастной церкви, входящей в комплекс Усадьбы I на улице «Центральной», были обследованы В. А. Кузнецовым в 1962 году. Постройка размером 11,7 х 4,4 метра состояла из трёх помещений: алтаря, наоса и притвора. При значительной высоте (более 2 метров) сохранившихся стен, в них не было обнаружено дверных проёмов, что говорит о наличии в ней глухого цокольного этажа — подклета, который мог использоваться для хранения церковного имущества. В пользу версии расположения пола на довольно большой высоте — более 1,5 метров, говорит и наличие у западной стены каменного крыльца с лестницей, сохранившегося до высоты 1,12 метров, но первоначально бывшего ещё выше. Апсида церкви была снаружи украшена цветными каменными «изразцами», обломки которых найдены при раскопках. На основании того, что здание стоит на предшествующем культурном слое X—XII веков, постройка его датируется концом XII века.
Церковь № 2
Фундамент одноапсидной двухчастной церкви, расположенной на левом берегу ручья Подорванного был исследован В. А. Кузнецовым в 1861 году. Здание, размером 11,3 х 5,3 метра, состояло из двух помещений: неотделённого от алатря наоса и узкого западного притвора. Оригинальной его особенностью являлись два массивных контрфорса, пристроенных к северной и южной стенам в месте их соединения с апсидой. При раскопках в церкви найдены обломки керамики, железные гвозди, фрагменты железных крестов, обломок стеклянного браслета. Наиболее важная находка — обломки двух каменных плит, входивших в кладку стен. На одной из них обнаружена часть общеупотребительной мусульманской формулы: «Нет бога кроме Аллаха, Мухаммед посланник Аллаха», на другой хорошо сохранилась дата — 436 год хиджры, что соответствует 1044 году нашей эры. По мнению В. А. Кузнецова, тот факт, что два обломка мусульманских надгробий были использованы для строительства церкви, говорит о острой конфессиональной борьбе между мусульманами и христианами, происходившей здесь в XI веке, и о возможной победе христианства. На основании даты, сохранившейся на второй плите, постройка этой церкви датируется концом XI века. В конце XX века остатки её стен были украдены расхитителями на строительные материалы — здание погибло.
Церковь № 3
Эта небольшая одноапсидная часовня, известная только по сохранившемуся чертежу Д. М. Струкова, находилась близ южной апсиды Южного Зеленчукского храма и, по-видимому, была разобрана монахами на строительные материалы для его «реставрации». На чертеже показаны два окна в южной и северной её стенах и ещё два в апсиде. Других данных об этой постройке нет.

#### Церкви посёлка Аланской епархии
Церковь № 4

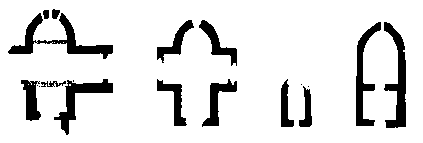
Одноапсидные церкви Нижнего Архыза по материалам Ю. А. Кулаковскиого. 1898 год.

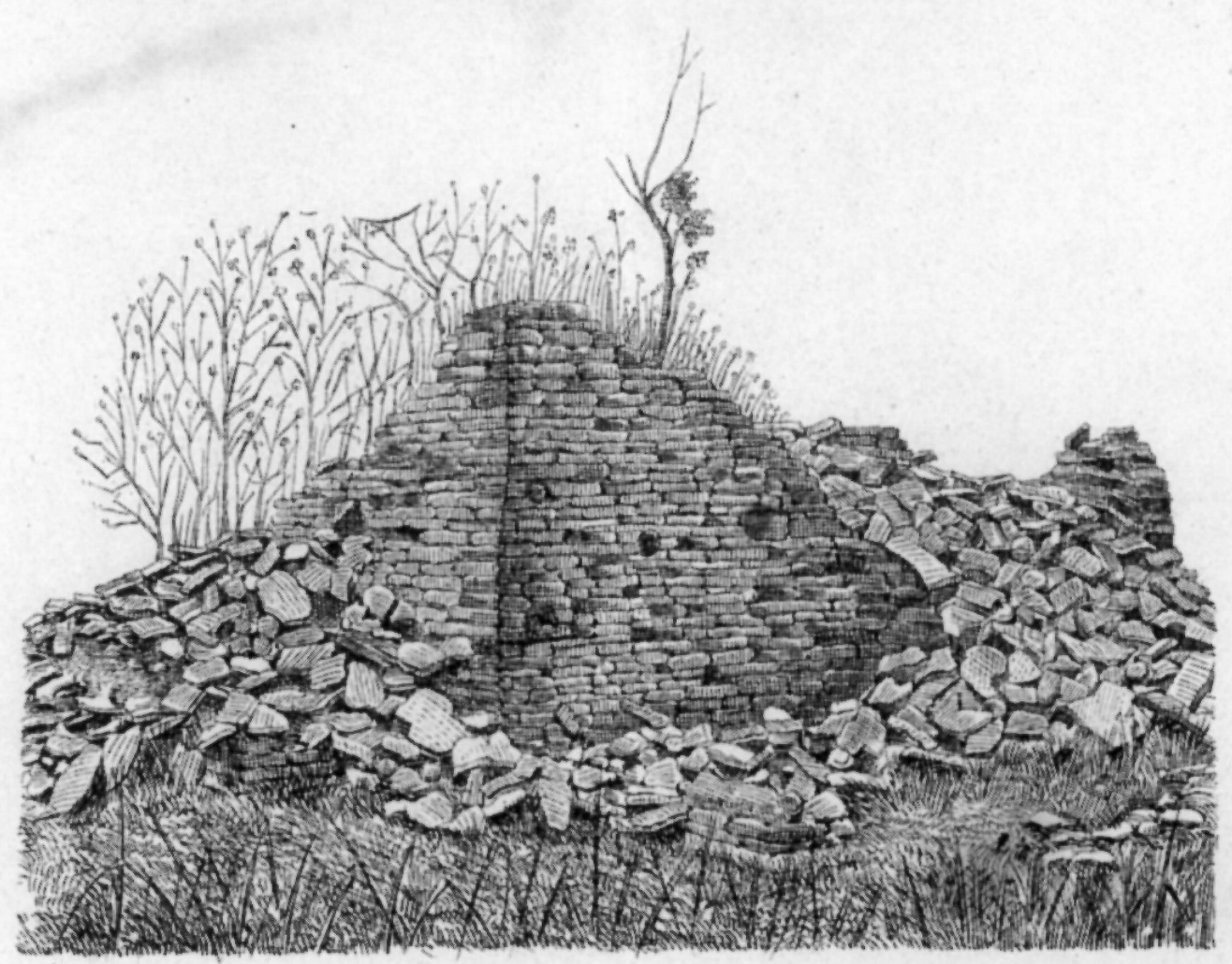
Руины древней церкви-часовни. 1891 год.

Одна из трёх «горних» церквей, находящихся на отрогах хребта Ужум, расположена над Подорванной балкой на горе Хасан на высоте 200—250 метров над уровнем долины в которой расположено городище. По-видимому, этот небольшой храм, размером 3 х 1,5 метра, принадлежал древнему монастырю и, вероятно, служил для пребывания монахов-пустынников. Находящийся у обрыва северо-западный угол постройки усилен подпорной стенкой.
Церковь № 5
Одноапсидная часовня, размером 6 х 2,7 метра, находящаяся в 35 метрах южнее Северного храма, была зафиксирована В. А. Кузнецовым после поверхностной расчистки, но раскопкам не подвергалась.
Церковь № 6
Руины этой одноапсидной, трёхчастной (алтарь, наос, притвор) церкви, размером 19 х 5,5 метров, находятся на конусе выноса балки Церковной в 40 метрах юго-восточнее северного храма. Толщина стен 0,7 метра, за исключением усиленной западной стены, стоящей на краю склона и имеющей ширину 1,5-1,6 метра. От единственного входа, расположенному в западной стене, вымощенная каменными плитами дорожка вела к каменному столбу с четырёхугольным углублением и пазами, по мнению исследователей, возможно, являющимся «пяточным камнем». При раскопках в этой церкви были найдены две половинки древнерусских крестов-энколпионов, датированных XII — первой половины XIII века. В земляном полу притвора обнаружено захоронение, ещё девять в наосе: два склепа (один из которых — «двухэтажный») и каменные ящики. Погребения совершены по христианскому обряду и содержат ряд датирующих предметов: обломки бронзового зеркала, наконечники стрел, золочёные бубенчики, бронзовая копоушка имеют аналоги в Змейском катакомбном могильнике, датированном XI—XII веками. Наличие в захоронениях мужских, женских и детских скелетов стало основанием для В. А. Кузнецова высказать предположение о том, что данная церковь была мемориалом какой-то значительной в социальном отношении семьи.
Церковь № 7
Другой «горний» храм находится на вершине горы «Три сосны» над конусом выноса на котором расположена Церковь № 6. Постройка сохранилась очень хорошо: стены практически на всю высоту, не уцелела только крыша здания. Одноапсидная, двучастная церковь состоит из наоса и алтаря, разделённых сплошной стеной-преградой, и имеет размеры 4,12 х 2 метра. Стены здания возвышаются на высоту до 2-х метров, в западной — дверной проём высотой 1,36 метра, в южной — два окна шириной 0,6 метра. Пол квадратного наоса, размером 2 х 2 метра вымощен каменными плитами. Единственным предметом, найденным при раскопках 1961 года, стала литая бронзовая пуговица с ушком, обычная для XI—XIII веков. Церковь, по-видимому, использовалась пустынниками-анахоретами.
Церковь № 8
Едва заметные остатки третьей «горней» церкви, расположенной на горе «Церковной» напротив Северного храма и горы «Три сосны», были обнаружены в 1961 году. Сохранились фундаменты западной стены и апсиды, от северной и южной стен не осталось ничего. Расположение некоторых камней говорит о том что церковь была двучастной — алтарь от наоса был отделён каменной преградой.
Церковь № 9
Эта адноапсидная церковь, расположенная северо-западнее Северного храма на правом стороне балки Церковной, была обследована В. А. Кузнецовым в 1964 году. Здание, размером 13,4 х 4 метра, состоит из двух частей: неотделённого от алтаря наоса и квадратного притвора, размером 4 х 4 метра. В восточной части апсиды сохранились остатки каменного престола, размером 2 х 0,9 метра. От северного края церкви начинается вторая оборонительная стена с городскими воротами. При раскопках церкви обнаружены профилированные плиты: 6 — имеющих полукруглые завершения и, вероятно, происходящие из кладки апсиды, монолитная арка-архивольт, завершавшая оконный проём, а также необычный песчаниковый «столб», имеющий на одном конце выступ высотой 3 сантиметра и круглую лунку диаметром 4 сантиметра, назначение которого осталось неясным. В юго-западном углу наоса при раскопках найден каменный ящик, не давший никаких находок, а также пластина от древнего железного креста.
Церковь № 10
Одноапсидная и одночастная церковь находится в 250 метрах северо-восточнее Северного храма, недалеко от обнаруженного здесь древнего христианского кладбища. Судя по её простой конструкции и небольшим размерам (3 х 2,8 метра) она являлась кладбищенской часовней.
Церковь № 11
Однонефная церковь, размером 13 х 4 метра была обнаружена у подножия балки Церковной, близ упомянутого выше кладбища, в 1954 году. При раскопках 1960 года выяснилось, что это двучастное сооружение состоит из притвора, размером 4 х 4 метра, наоса, размером 4,8 х 4 метра и неотделённой от него глубокой подковообразной апсиды. На основании обнаруженных остатков керамики, а также наличия у церкви известкового пола, сверху покрытого слоем цемянки, аналогичного по устройству полу Северного храма, эта церковь была датирована IX—X веком.

## Языческие святилища

### Каменный круг
Впервые необычное сооружение, визуально выглядящее как расплывшийся земляной вал диаметром около 80 метров, отмечено на плане Д. М. Струкова и названо им «цирком». Так же оно отмечено на чертеже Нижнего Архыза помещённом в издании монахов Зеленчукского монастыря и на плане местности, созданном В. М. Сысоевым. В 1979 году стены сооружения были вскрыты в двух диаметрально противоположных точках В. А. Кузнецовым. Под земляным валом оказались остатки разрушенной каменной стены, сложенной из песчаниковых плит, составляющих два панциря (внутренний и внешний) с забутовкой щебнем между ними. Стены, толщиной 2,1 метра имеют ярко выраженный цоколь из толстых плит, выступающий наружу до 10 сантиметров. Измерение внутреннего диаметра каменного круга дало результат 88,5 метров, что по заключению К. Н. Афанасьева в точности равно 300-м римским футам. Руины стены сохранились на высоту до 0,4 метра, а её исходная высота специалистами оценивается в 4 метра (из предполагаемого соотношения толщины к высоте, как 1 к 2). При раскопках встречается большое количество мелких угольков и комочков реальгара или возможно его имитации из обожжённой глины. Остатков культурного слоя ни вне ни внутри кольца не обнаружено.
Предназначение данного строения вызвало у специалистов определённую полемику. В. А. Кузнецов отмечает, что это не могла быть бытовая постройка, например загон для скота, так как для столь утилитарных нужд её характеристики слишком монументальны и избыточны. Также оно не было жилым — при диаметре около 90 метров древние строители вряд ли могли перекрыть его крышей, а внутри постройки не обнаружено культурного слоя. Против того, что данное сооружение было внутренней крепостью-убежищем, говорит то, что оно расположено в низине и по условию рельефа слишком уязвимо для обстрела с близлежащих возвышенностей. По мнению В. А. Кузнецова, скорее всего данная постройка была огромным, предназначенным для всего населения города и жителей округи, языческим святилищем. В качестве косвенных аргументов этой версии указывается то, что как и Северный и Средний Зеленчукские храмы, это строение вынесено за черту жилых кварталов. Тем не менее в это культовое здание упирается «Центральная» улица древнего города так, что в дни празднеств по ней могли двигаться торжественные процессии. Форма почти идеального круга, по мнению исследователя, позволяет предположить связь его с древними культами огня и солнца. Известно, что древняя кавказская традиция поклонения солнцу, выраженная в строительстве круговых каменных кромлехов, уходит корнями в эпоху бронзы. Она могла слиться с принесённым аланами, как представителями сарматских племён, культом огня. Известно, что обнаруженные при раскопках уголь и реальгар, в религиозных верованиях сарматов и савроматов тесно связаны с тем же огненным культом. По-мнению В. А. Кузнецова, данный археологический памятник по своей конструкции близок к аналогичному но меньшему кольцу Узункольского городища VI—VII веков, а также святилищу огня и солнца Юцкого городища, описанном Н. М. Егоровым, в котором связанные с аланским огненным культом глиняные цилиндрические курильницы стояли вертикально, образуя круг.
В 1981-85 годах на территории Каменного круга вела раскопки экспедиция Карачаево-Черкесского областного музея краеведения под руководством У. Ю. Эльканова, главной целью которой было проверить предположение о том, что круг является древней обсерваторией с квадрантом, для чего были произведены контрольные раскопки в северной, западной и восточной его частях, а также были произведены попытки зафиксировать точку восхода солнца относительно стен круга в момент летнего солнцестояния с целью определения возможного местоположения квадранта. На этом месте, в восточной части круга, были обнаружены остатки древней постройки длинной 1,8 метра (толщина стены — 0,8 метра, сохранившаяся высота — 0,4 метра) примыкающей перпендикулярно к основной стене и в плане имеющей форму неправильного четырёхугольника. Также при раскопках был найден обработанный камень «в форме карандаша», длиной 0,7 метра, возможно, являющийся визирной точкой на круге. При раскопках в северной части постройки был найден аналогичный «каменный карандаш», а также большой песчаниковый камень, с начертанными на нём руническими буквами, предположительно знаками счета. В западном раскопе также были обнаружены остатки постройки, по мнению исследователей являющейся древним квадрантом. Внутри круга обнаружены небольшие постройки из камня, дно которых выложено каменными плитами, названные исследователями «лунками». Отдельные участки внутри круга также вымощены каменными плитами (средней толщиной 10 сантиметров), на которых обнаружены «зольные пятна» — остатки некогда горевших здесь больших котрищ. На всей территории раскопок были найдены многочисленные каменные «кругляши», диаметром 5-10 сантиметров, назначение которых для исследователей осталось неясным.
Проведённые в 1985-86 годах на Круге инструментальные исследования при помощи теодолита Т-30 показали, что расположение и планировка круга выбраны так, чтобы солнце вставало точно на юге в день зимнего солнцестояния и на востоке 1-го сентября, являющегося началом года по византийскому календарю. На основании этих данных были сделаны предварительные выводы о том, что Каменный круг Нижнего Архыза возможно является культово-астрономическим сооружением, подобному Стоунхенджу в Англии или Кой-Крылган-Кале в Узбекистане. Летом 1986 года на объекте были проведены археологические раскопки под руководством Каминского В. Н. с целью проверки данной гипотезы, в результате которых в южной стене был обнаружен проём шириной 1,0 метр, соответствующий направлению на солнце в момент зимнего солнцестояния.
В результате раскопок проводимых в 1990-х годах под руководством У. Ю. Эльканова, в северной части сооружения был обнаружен проезд сквозь его стену, шириной 3,1 метра, аналогичный въезду во второй оборонительной стене городища, ведущему к Северному храму, а в южной части Круга — полукруглая пристройка по конструкции близкая к однонефным церквям городища. Внутри постройки, на линии указывающей на точку летнего солнцестояния, найдена обработанная круглая каменная плита, диаметром 56 и толщиной 5 сантиметров, покоящаяся на трёх отёсанных камнях. По мнению исследователей, эта деталь может быть связана с визирными точками Каменного круга. По мнению специалистов, каменный круг Нижнего Архыза, помимо культового назначения, являлся также пригоризонтной солнечной обсерваторией-календарём.

### Святилище на горе Церковной
Руины данного здания, расположенные в 90 метрах восточнее «горней» Церкви № 8, исследованы В. А. Кузнецовым в 1961 году. В процессе раскопок были изучены остатки двухкомнатной постройки, размером 4,7 на 2,0 метра (каждая комната шириной не более 0,8 метра), ориентированной по линии северо-запад — юго-восток. В завалах и внутри помещения помимо фрагментов керамики были найдены 25 железных крестов, в большинстве своём клёпанных из двух металлических пластин, а также вырезанных целиком из листа железа. Датировка здания X—XII веком подтверждается типом обнаруженной в ней керамики, а также характерными особенностями железных крестов, широко распространённых на всём Северном Кавказе в указанный период и ранее.
По мнению исследователя, строение не могло быть жилым — площадь отдельных комнат для этого слишком мала, а также не могло быть мастерской по производству крестов, так как в нём не найдено следов производственной деятельности. Скорее всего исходно оно могло быть дохристианским языческим святилищем (что подтверждается его «неканонической» ориентацией на местности по линии северо-запад — юго-восток), а уже в процессе христианизации населения сюда стали приходить местные жители, чтобы принести и оставить здесь простые железные кресты и, возможно, совершить какие-то неизвестные нам литургические действия. По-видимому данное культовое сооружение является синкретическим храмом, языческим в своей основе с последующим напластованием христианской традиции, в частности культа креста. Косвенно, возможность такого перехода, подтверждается трансформацией в позднем средневековье на Северном Кавказе запустевших христианских храмов в языческие святилища: Тхаба-Ерды в Ингушетии; Регаха, Реком и Дзивгис в Северной Осетии и других. Наиболее близким к данному святилищу языческим храмом автор считает постройку X—XI веков, исследованную Т. М. Минаевой на городище Гиляч, где в центре помещения, размером 5,20 х 4,65 метра, находилось каменное блюдо, диаметром 0,75 метра, и до 200 наконечников стрел, а также много обломков стеклянных браслетов, которые сама исследователь считала жертвенными предметами.

### Чашечные камни

Чашечный камень № 1 на улице «Центральной».

Чашечный камень № 2 с площади у балки Подорваной.

В 1961-62 годах на территории древнего города было обнаружено два чашечных камня. В настоящее время оба они увезены расхитителями и, видимо, погибли. Ещё два найдены недалеко от городища в последнее время.
Чашечный камень № 1
Первый из камней лежал на обочине улицы «Центральной» и представлял собой четырёхгранный каменный столб из серого песчаника длинной 2,4 метра и шириной граней от 0,31 — 0,46 метра. По-видимому камень исходно лежал плашмя, так как чашевидные знаки нанесены только на две грани: на одной — 19, на другой 76 знаков. Самые крупные чашки имели в диаметре 5 — 6 сантиметров при глубине 2,0 — 2,2 сантиметра. Камень опоясывал глубокий желобок шириной 3 сантиметра, переходящий с грани на грань и соединяющий пять крупных чашек.
Чашечный камень № 2
Второй чашечный камень, найденный на небольшой площади близ балки Подорваной, по-видимому служившей в средние века языческим капищем, представляет собой плоскую плиту, размером 1,50 х 0,56 х 0,20 метра. Видимо он был вкопан в землю, так как 12 чашевидных знаков нанесены только на одном его крае. Расположение чашек на камне напоминает конфигурацию звёзд созвездия Рыбы, а отдельная чашка в самом низу — одну из звезд близлежащего созвездия Овен.
Чашечный камень № 3
Ещё один камень был найден расположенном недалеко от Нижнего Архыза селе Нижняя Ермоловка и, по-видимому, был вывезен из городища местным населением в числе других обработанных камней. Камень расколот на три отдельные части, но первоначально был единым валуном длиной 76 сантиметров. По мнению некоторых специалистов расположение чашек на нём можно отождествить с расположением звезд в созвездиях Кита и Рыб. Помимо чашечных знаков на камне прочерчены глубокие линии, которые, возможно, являются схематическим изображением эклиптики и отражением пути на звёздном небе Солнца, Луны и пяти визуально наблюдаемых планет: Меркурия, Венеры, Марса, Юпитера и Сатурна.
Чашечный камень № 4
Последний камень найден в урочище «Захарова поляна» в 12 километрах от городища. Он представляет собой блок, вытесанный из песчаника, все четыре грани которого покрыты вырезанными изображениями и чашевидными знаками.

## Городские укрепления

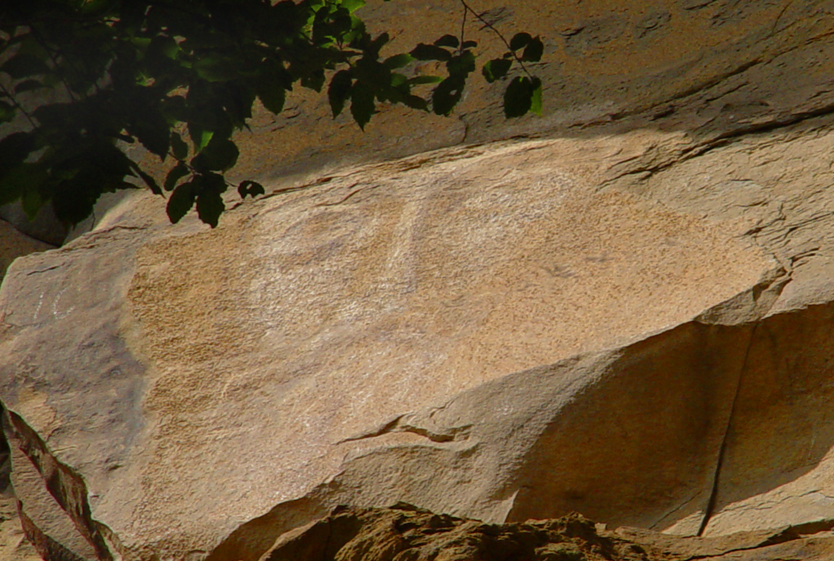
Лик Христа

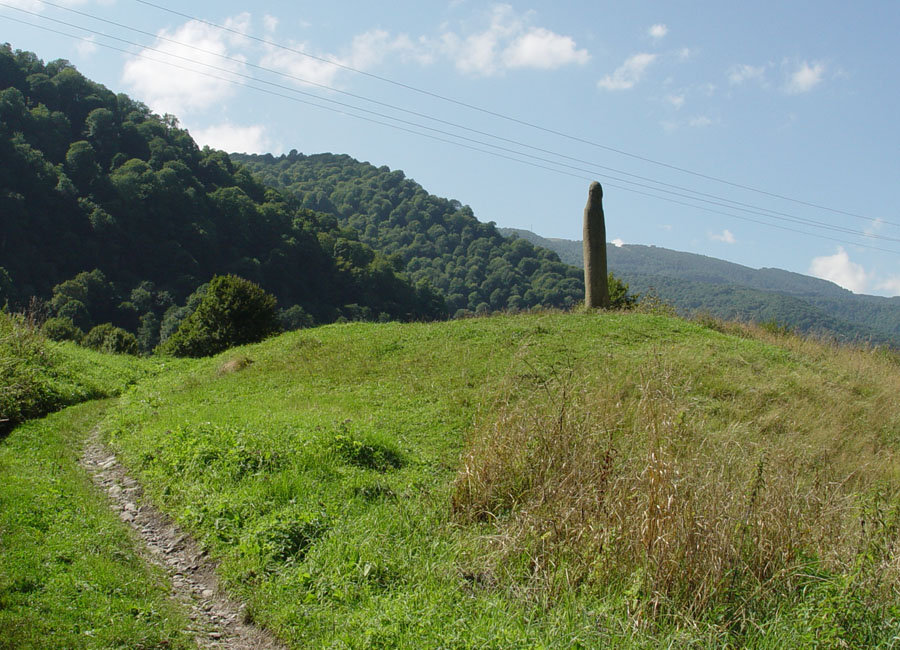
Идол

## Другие объекты
- В 1999 году был обнаружен наскальный образ — лик Христа «Спас Нерукотворный» на левом берегу Большого Зеленчука, напротив Среднего Зеленчукского храма[47].
- Каменный идол на правом берегу Большого Зеленчука — перенесён на территорию городища У. Ю. Элькановым.
- Половецкая статуя «Держатель чаши» на правом берегу Большого Зеленчука.
- Остатки плотины-водовода или мельницы на ручье в Церковной балке. Зафиксированы размеры кладки.